# Dictyocoprotus
Dictyocoprotus är ett släkte av svampar. Dictyocoprotus ingår i familjen Pyronemataceae, ordningen skålsvampar, klassen Pezizomycetes, divisionen sporsäcksvampar och riket svampar.